# Кусейка
Кусейка (в верховье Тюльгаш; баш. Күсей) — река в России на Среднем Урале, протекает по Нижнесергинскому району Свердловской области и Нязепетровскому району Челябинской области. Устье реки находится в 688 км от устья Уфы по левому берегу. Длина реки составляет 20 км.
В 7,2 км от устья впадает правый приток Сказ.
На реке находится село Тюльгаш.

## Данные водного реестра
По данным государственного водного реестра России относится к Камскому бассейновому округу, водохозяйственный участок реки — Уфа от Нязепетровского гидроузла до Павловского гидроузла, без реки Ай, речной подбассейн реки — Белая. Речной бассейн реки — Кама.
Код объекта в государственном водном реестре — 10010201112111100020605.